# Italienische Botschaft in Wien

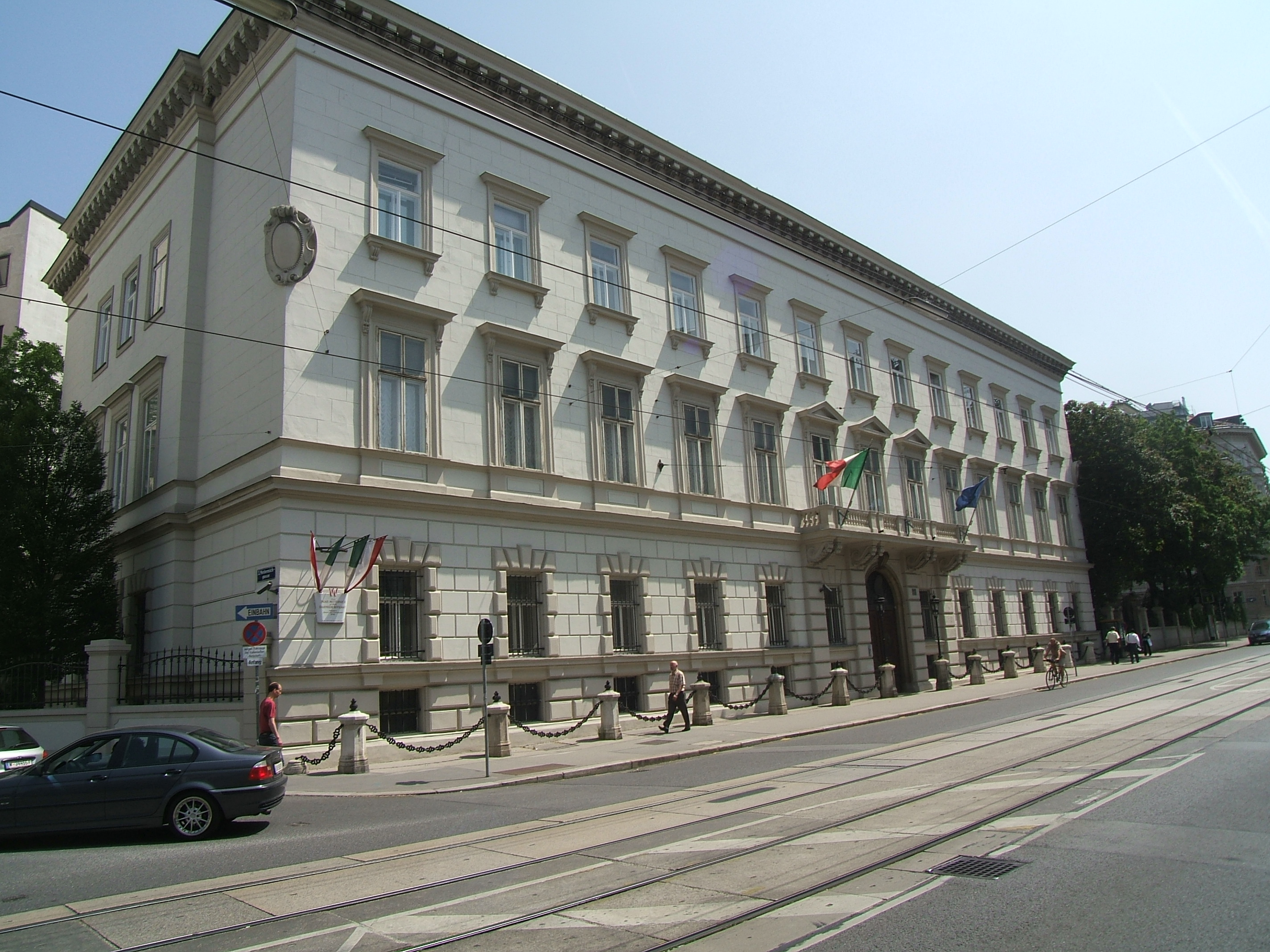
Italienische Botschaft am Rennweg

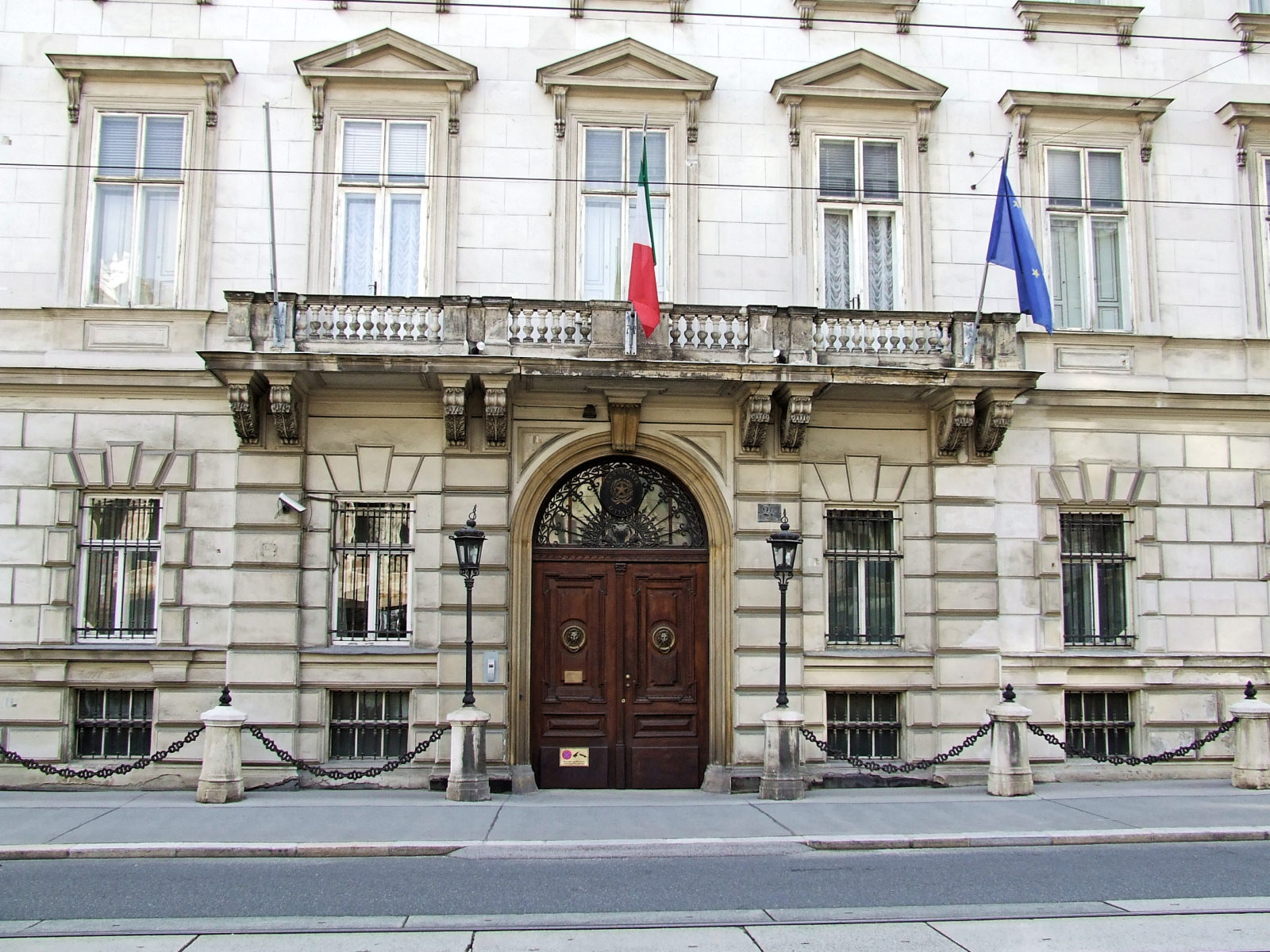
Eingang

Die Italienische Botschaft in Wien ist die diplomatische Vertretung Italiens in Österreich. Sie befindet sich am Rennweg 27 im 3. Wiener Gemeindebezirk Landstraße. Die Konsularabteilung der Botschaft und das italienische Kulturinstitut haben ihren Sitz im Palais Sternberg in der Ungargasse.

## Geschichte
Das Gebäude der italienischen Botschaft wurde 1815 erbaut und von Klemens Wenzel Lothar von Metternich mit dem Grundstück erworben. Erweiterungen erfolgten ab 1835 nach Plänen von Peter von Nobile sowie von 1846 bis 1848 durch Johann Romano von Ringe und August Schwendenwein von Lanauberg. Das Gebäude wurde 1848 bei der Vertreibung Metternichs geplündert. 1873 wurde ein hufeisenförmiger Zubau abgetragen. Der Park, in dem das Palais Kaunitz-Metternich zur Kongreßzeit stand, reichte vom Rennweg bis zur Salesianer- und Beatrixgasse.
Das Gebäude wurde im Jahr 1908 von der italienischen Regierung erworben und ab 1910 renoviert und erweitert. Im Ersten Weltkrieg wurde die Botschaft geschlossen, während des Zweiten Weltkriegs befand sich hier ein italienisches Generalkonsulat. Nachdem man die vergleichsweise geringen Kriegsschäden beseitigt und die Botschaft wiedereröffnet hatte, erfolgten 1969 Renovierungsarbeiten im zweiten Stockwerk. Wegen der Inneneinrichtung zählt die italienische Botschaft in Wien bis heute zu den prestigeträchtigsten Botschaftsgebäuden Italiens.
Die Savoyer, die 1861 Könige von Italien wurden, entsandten im 16. Jahrhundert erste diplomatische Vertreter an den Hof des Kaisers. Das mehrere Jahrhunderte betreffende Archiv der Gesandtschaft in Wien wurde 1886 vom damaligen Botschafter Costantino Nigra nach Rom versandt, wo es im dortigen Außenministerium aufbewahrt wird. Teile des Bestandes von 1661 bis 1702 gingen verloren.